# Solució fluida
En relativitat general, una solució fluida és una solució exacta de l'equació de camp d'Einstein en què el camp gravitatori es produeix completament per la massa, la quantitat de moviment i la densitat d'estrès d'un fluid.
En astrofísica, les solucions fluides s'utilitzen sovint com a models estel·lars, ja que un gas perfecte es pot considerar com un cas especial d'un fluid perfecte. En cosmologia, les solucions fluides s'utilitzen sovint com a models cosmològics.

## Definició matemàtica
El tensor d'estrès-energia d'un fluid relativista es pot escriure de la forma
{\displaystyle T^{ab}=\mu \,u^{a}\,u^{b}+p\,h^{ab}+\left(u^{a}\,q^{b}+q^{a}\,u^{b}\right)+\pi ^{ab}}
Aquí
- Les línies d'univers dels elements del fluid són les corbes integrals del vector de velocitat {\displaystyle u^{a}} ,
- el tensor de projecció {\displaystyle h_{ab}=g_{ab}+u_{a}\,u_{b}} projecta altres tensors sobre elements d'hiperplà ortogonals a {\displaystyle u^{a}} ,
- la densitat de la matèria ve donada per la funció escalar {\displaystyle \mu } ,
- la pressió ve donada per la funció escalar {\displaystyle p} ,
- el vector de flux de calor ve donat per {\displaystyle q^{a}} ,
- el tensor de cisallament viscós ve donat per {\displaystyle \pi ^{ab}}

El vector de flux de calor i el tensor de cisallament viscós són transversals a les línies d'univers, en el sentit que
{\displaystyle q_{a}\,u^{a}=0,\;\;\pi _{ab}\,u^{b}=0}
Això significa que són efectivament quantitats tridimensionals, i com que el tensor de tensió viscosa és simètric i no deixa traça, tenen respectivament tres i cinc components linealment independents. Juntament amb la densitat i la pressió, això fa un total de 10 components linealment independents, que és el nombre de components linealment independents en un tensor simètric de rang dos en quatre dimensions.

## Casos especials
Cal destacar diversos casos especials de solucions fluides (aquí la velocitat de la llum c = 1):
- Un fluid perfecte té un cisallament viscós nul·la i un flux de calor nul·la:

{\displaystyle T^{ab}=(\mu +p)\,u^{a}\,u^{b}+p\,g^{ab},}
- La pols és un fluid perfecte sense pressió:

{\displaystyle T^{ab}=\mu \,u^{a}\,u^{b},}
- Un fluid de radiació és un fluid perfecte amb {\displaystyle \mu =3p}

{\displaystyle T^{ab}=p\,\left(4\,u^{a}\,u^{b}+\,g^{ab}\right).}
Els dos últims s'utilitzen sovint com a models cosmològics per a èpoques dominades per la matèria i per la radiació (respectivament). Cal tenir en compte que, mentre que en general es requereixen deu funcions per especificar un fluid, un fluid perfecte només en requereix dues, i les pols i els fluids de radiació només requereixen una funció cadascun. És molt més fàcil trobar aquestes solucions que trobar una solució fluida general.
Entre els fluids perfectes que no són les pols o els fluids de radiació, el cas especial més important, amb diferència, és el de les solucions de fluids perfectes estàtiques amb simetria esfèrica. Aquests sempre es poden combinar amb un buit de Schwarzschild a través d'una superfície esfèrica, de manera que es poden utilitzar com a solucions interiors en un model estel·lar. En aquests models, l'esfera {\displaystyle r=r[0]} on l'interior del fluid coincideix amb l'exterior del buit és la superfície de l'estrella, i la pressió ha de desaparèixer en el límit a mesura que el radi s'acosta {\displaystyle r_{0}}. Tanmateix, la densitat pot ser diferent de zero en el límit inferior, mentre que, per descomptat, és zero en el límit superior. En els darrers anys, s'han donat diversos esquemes sorprenentment senzills per obtenir totes aquestes solucions.

## Tensor d'Einstein
Els components d'un tensor calculats respecte a un camp de referència en lloc de la base de coordenades sovint s'anomenen components físics, perquè aquests són els components que (en principi) poden ser mesurats per un observador.
En el cas especial d'un fluid perfecte, un marc de referència adaptat
{\displaystyle {\vec {e}}_{0},\;{\vec {e}}_{1},\;{\vec {e}}_{2},\;{\vec {e}}_{3}}
(el primer és un camp vectorial unitari de tipus temps, els tres últims són camps vectorials unitaris de tipus espai ) sempre es poden trobar en què el tensor d'Einstein pren la forma simple
{\displaystyle G^{{\widehat {a\,}}{\widehat {b\,}}}=8\pi \,\left[{\begin{matrix}\mu &0&0&0\\0&p&0&0\\0&0&p&0\\0&0&0&p\end{matrix}}\right]}
on {\displaystyle \mu } és la densitat d'energia i {\displaystyle p} és la pressió del fluid. Aquí, el camp vectorial unitari de tipus temporal {\displaystyle {\vec {e}}_{0}} és tangent a tot arreu a les línies d'univers dels observadors que es troben en comòbil amb els elements fluids, de manera que la densitat i la pressió que acabem d'esmentar són les mesurades per observadors en comòbil. Aquestes són les mateixes quantitats que apareixen a l'expressió general de la base de coordenades donada a la secció anterior; per veure-ho, només cal posar {\displaystyle {\vec {u}}={\vec {e}}_{0}}. A partir de la forma dels components físics, és fàcil veure que el grup d'isotropia de qualsevol fluid perfecte és isomorf al grup de Lie tridimensional SO(3), el grup de rotació ordinari.
El fet que aquests resultats siguin exactament els mateixos per a espai-temps corbats que per a la hidrodinàmica en l'espai-temps pla de Minkowski és una expressió del principi d'equivalència.